# Hypodontolaimus pilosus
Hypodontolaimus pilosus is een rondwormensoort uit de familie van de Chromadoridae. De wetenschappelijke naam van de soort is voor het eerst geldig gepubliceerd in 1967 door Hopper & Meyers.